# Богородское (Москва, восток)
Богородское — бывшее село, вошедшее в состав Москвы в 1902 г. Находилось на территории современного района Богородское.

## История
Впервые село Богородское упоминается в писцовой книге Московского уезда в 1550 г. как село Алымово. Им владел князь Иван Лыков-Оболенский. Во времена Ивана Грозного князь служил воеводой и участвовал в военных походах на Казань и Астрахань.
В 1568 г. село Алымово вместе с другими владениями Лыкова было передано Чудовому монастырю в обмен на костромские и старицкие земли, принадлежавшие монастырю.
Почти столетие с 1573—1646 гг. село Алымово было очень небольшим скромным поселением всего в 6 крестьянских и бобыльских дворов.
В Смутное время село значительно пострадало и было передано в пожизненную аренду князю Михаилу Белосельскому, служившему воеводой. Во время Смоленской войны в 1634 г. после пленения поляками, князя отправили в ссылку в Сибирь, а все имущество перешло в государственное владение.
В 1646 г. село Алымово опять стало монастырским, крестьяне были обязаны платить барщину и оброк. В 1680 году на местном кладбище возвели часовню из дерева в честь праздника Успения Богородицы, и село в народе стало Богородским (Богородицким).
В 1704 г. в селе по указу Петра I был построен бумажный завод, управляющим стал выходец из Германии — Иоганн Барфус. Производство приносило хозяину доход, однако спустя четыре года он отказался платить аренду, якобы из-за убыточности предприятия.
В начале XVIII в. фабрикой стал владеть купец Василий Короткий, при котором качество продукции оценил сам Петр I. Он разрешил Короткому ставить на товарах знак в виде всадника, поражающего змея, и его инициалов. Потом владелицей завода стала дворянка Пульхерия Васильева, но в начале XIX в. он перестал работать.
Богородское было владением Чудова монастыря до 1764 г., когда было секуляризовано, и все жители оказались в ведении Коллегии экономии. Крестьяне зарабатывали себе на жизнь земледелием, льнопрядением и ткачеством по холсту.
Павел I передал Богородское во владение Николаю Зубову, брату последнего фаворита Екатерины II. Но граф не оценил подарок, позднее он стал одним из заговорщиков и убийц Павла I.
При императоре Александре I Богородское опять стало государственной собственностью. В 1852 г. в селе Богородском был 21 двор и 108 жителей.
Во второй половине XIX в. крестьяне Богородского первыми в Подмосковье выкупили земли своего села и в 1873 г. поделили их между собой, в дальнейшем распродав под строительство дач. В 1880-е годы их здесь было около 766, популярность этого места объяснялась небольшой стоимостью дачных участков. В разное время здесь отдыхали И. И. Шишкин, П. И. Чайковский, А. П. Бородин, М. А. Балакирев. На дачах построили летний театр, ресторан и продовольственные лавки. В 1925 году Владимир Маяковский несколько раз посетил Богородские дачи.
В середине XIX в. Богородское стали окружать фабрики, в основном красильные и текстильные. В 1888 г. была создана резиновая мануфактура, преобразованная в 1910 г. в акционерное общество «Богатырь» (в советское время «Красный богатырь»).
В 1879 г. Богородское вошло в черту города, но официально оно было включено в состав Москвы только в 1902 г. По новому плану в Богородском проложили около 40 новых улиц и переулков и начали строительство каменных домов. К 1913 г. была проведена трамвайная линия.
В 1960-е в Богородском началась массовая жилищная застройка.

## Достопримечательности
- Деревянная церковь Спаса Преображения, построенная в 1880 г., выдержанная в стиле эклектики
- Часовня 1907 г. в стиле модерн на Богородском кладбище